# Balasz
Balasz (ur. ?, zm. po 488) – władca Persji z dynastii Sasanidów, syn Jezdegerda II. Władca Persji w latach 484-488.

## Życiorys
Był synem Jezdegerda II, po którego śmierci władzę objął brat Balasza, Hormizd III. Został on obalony przez Peroza I w 459 roku. W 484 roku Peroz poległ w walkach z Heftalitami, co spowodowało objęcie tronu przez Balasza. W 485 roku doszło do nieudanej próby obalenia Balasza przez Zarera, a w 488 do udanej akcji przejęcia tronu przez Kawada I, syna Peroza.